# Centromerus andriescui
Centromerus andriescui là một loài nhện trong họ Linyphiidae.
Loài này thuộc chi Centromerus. Centromerus andriescui được miêu tả năm 1987 bởi Weiss.